# Velociraptor! (album)
Velociraptor! je čtvrté studiové album britské rockové skupiny Kasabian vydané 16. září 2011.

## Pozadí alba
Album bylo popsáno jako neo-psychedelická verze jejich předchozího alba West Ryder Pauper Lunatic Asylum.
K albu bylo vydáno šest videoklipů ke skladbám „Switchblade Smiles“, „Days Are Forgotten“, „Re-Wired“, „Goodbye Kiss“, „Man of Simple Pleasures“ a „Neon Noon“. Pět z nich produkovala společnost Vevo.
Prodáno bylo více než 279 000 tisíc kopií po celém Spojeném království.

## Seznam skladeb
| Pořadí         | Název                                        | Délka |
| -------------- | -------------------------------------------- | ----- |
| 1.             | "Let's Roll Just Like We Used To"            | 4:47  |
| 2.             | "Days Are Forgotten"                         | 5:02  |
| 3.             | "Goodbye Kiss"                               | 4:04  |
| 4.             | "La Fée Verte"                               | 5:47  |
| 5.             | "Velociraptor!"                              | 2:51  |
| 6.             | "Acid Turkish Bath (Shelter from the Storm)" | 6:01  |
| 7.             | "I Hear Voices"                              | 3:58  |
| 8.             | "Re-Wired"                                   | 4:44  |
| 9.             | "Man of Simple Pleasures"                    | 3:51  |
| 10.            | "Switchblade Smiles"                         | 4:13  |
| 11.            | "Neon Noon"                                  | 5:20  |
| Celková délka: | Celková délka:                               | 50:38 |

## Obsazení
Kasabian
- Tom Meighan – zpěv, doprovodné vokály
- Sergio Pizzorno – sólová a rytmická kytara, doprovodné vokály, zpěv, syntezátor, basová kytara
- Chris Edwards – basová kytara
- Ian Matthews – bicí

Ostatní hudebníci
- Jay Mehler – kytara
- Sandris Skyrimš – kytara
- Tim Carter – kytara, perkuse
- Ben Kealey – klávesy
- Dan Ralph Martin – kytara, perkuse
- Gary Alesbrook – trubka
- Mat Coleman – pozoun
- Andrew Kinsman – saxofon
- London Metropolitan Orchestra – orchester
- Jessica Dannheisser – orchestrace
- Andy Brown – dirigent